# Chris Haywood
Chris Haywood est un acteur australien né en 1948.

## Filmographie
- 1972 : The Aunty Jack Show (série télévisée)
- 1974 : Les Voitures qui ont mangé Paris de Peter Weir
- 1975 : The Great Macarthy
- 1976 : The Sullivans (série télévisée)
- 1980 : Héros ou Salopards de Bruce Beresford
- 1983 : The Return of Captain Invincible de Philippe Mora
- 1983 : La Vengeance aux deux visages (série télévisée)
- 1984 : Razorback de Russell Mulcahy
- 1986 : Dogs in Space
- 1990 : Mr Quigley l'Australien de Simon Wincer
- 1993 : The Feds: Betrayal (téléfilm)
- 2009 : Mes garçons sont de retour de Scott Hicks
- 2010 : Commandos de l'ombre de Jeremy Sims (en)
- 2017 : Boar (en)